# Sollergambiet
Het Sollergambiet is in de opening van een schaakpartij een variant in het Englundgambiet met de zetten:
1. d4 e5 (het Englundgambiet)
2. dxe5 f6

Een bekende openingsval in het Sollergambiet is
1. d4 e5
2. dxe5 f6
3. exf6 Pxf6
4. Lg5 Lc5
5. Pf3 Pe4
6. Lxd8 Lxf2 mat